# Schlicken (Solingen)
Schlicken ist ein aus einer Hofschaft hervorgegangener Wohnplatz im Stadtbezirk Burg/Höhscheid der bergischen Großstadt Solingen.

## Lage und Beschreibung
Der Ort befindet sich im heute geschlossenen Wohngebiet zwischen der Unnersberger Allee im Norden und der Eichenstraße im Süden. Nördlich fließt in einer Talmulde der Unnersberger Bach, der in der Kleingartenanlage Böckerhof entspringt. Entlang der nach dem Ort benannten Straße Schlicken sind noch einzelne bergische Fachwerkhäuser vorhanden, ansonsten ist der Ort durch modernere Bebauung geprägt. Benachbarte Orte sind bzw. waren (von Nord nach West): Böckerhof, Meisenburg, Hoppenböcken, I. Hästen, Odental, Eichholz, Unnersberg, Brühl und Irlen.

## Etymologie
Die Ortsbezeichnung ist von dem Wort Schadlicken abgeleitet. Mutmaßlich leitet sich dieser Begriff – ähnlich wie im Falle des Ortes Schaberg – von dem Wort Schatten ab.

## Geschichte
Schlicken hat seine Ursprünge mindestens im 15. Jahrhundert, der Ort wurde erstmals urkundlich im Jahre 1479 als Schadlicken erwähnt.:1 Im Zehntverzeichnis der Abtei Altenberg von 1488 erscheint der Ort als Schadelicken. In dem Kartenwerk Topographia Ducatus Montani von Erich Philipp Ploennies, Blatt Amt Solingen, aus dem Jahre 1715 ist der Ort mit einer Hofstelle verzeichnet und als Schlicken benannt. Der Ort wurde zum Teil in den Registern der Honschaft Balkhausen und teilweise in den Ortsregistern der nicht territorial geschlossenen Honschaft Hackhausen geführt. Die Topographische Aufnahme der Rheinlande von 1824 verzeichnet den Ort als Schlicken, ebenso wie die Preußische Uraufnahme von 1844. In der Topographischen Karte des Regierungsbezirks Düsseldorf von 1871 ist der Ort erneut als Schlicken verzeichnet.
Nach Gründung der Mairien und späteren Bürgermeistereien Anfang des 19. Jahrhunderts gehörte der Ort zur Bürgermeisterei Dorp, die 1856 das Stadtrecht erhielt, und lag dort in der Flur VII. Schlicken. In Schlicken befand sich auch das Wohn- und Amtshaus des ersten Dorper Bürgermeisters im Jahre 1808.:2 Prominentester Bewohner Schlickens war der Solinger Klingenschmied und Unternehmer Peter Knecht, der bereits im Jahre 1798 im Ort geboren wurde. Sein Geburtshaus, das Peter-Knecht-Haus, ein stattliches zweigeschossiges Fachwerkhaus aus dem Jahre 1793, befand sich bis 1991 in Schlicken. Es wurde sodann in die Merscheider Hofschaft Dahl transloziert, da es einer Straßenbaumaßnahme weichen musste.
Die Bürgermeisterei beziehungsweise Stadt Dorp wurde nach Beschluss der Dorper Stadtverordneten zum 1. Januar 1889 mit der Stadt Solingen vereinigt. Damit wurde Schlicken ein Ortsteil Solingens. 

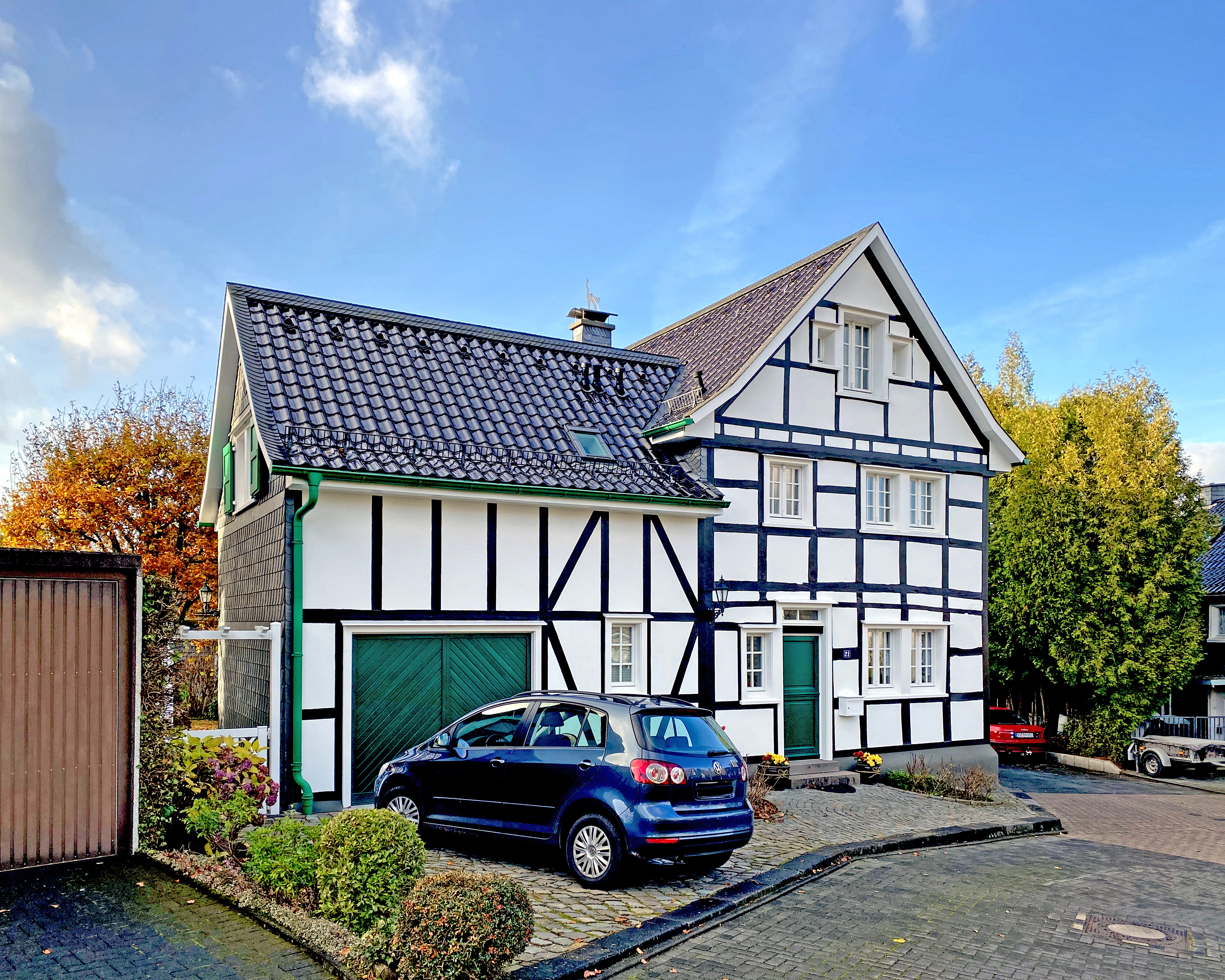
Baudenkmal Schlicken 21/21a

Bis nach dem Zweiten Weltkrieg blieb Schlicken seine solitäre Lage in der dünn besiedelten Landschaft erhalten, der Durchgangsverkehr lief über die südlich gelegene Eichenstraße. Am Ende der 1980er Jahre wurde die sogenannte Straße des 17. Juni von Eichholz bis zur Ritterstraße angelegt, der Durchgangsverkehr floss anschließend über diese als Kreisstraße 7 klassifizierte Straße, die nach der Wiedervereinigung in Unnersberger Allee umbenannt wurde. Für den Bau der Straße mussten zahlreiche historische Fachwerkhäuser im Ort weichen, darunter auch das translozierte Peter-Knecht-Haus. Heute sind nur noch einzelne verschieferte Fachwerkhäuser im ursprünglichen Hofschaftskern entlang der Straße Schlicken erhalten. Von ihnen steht seit 1990 das Gebäude Schlicken 21, 21a unter Denkmalschutz. Weitere bauliche Verdichtung erlebte der Ort durch die Bebauung der Straße Am Buschberg sowie die Bebauung der Unnersberger Allee in den 1990er und 2000er Jahren.